# Titanomachya
Titanomachya (il cui nome deriva dalla Titanomachia della mitologia greca) è un genere estinto di dinosauro sauropode titanosauro vissuto nel Cretaceo superiore (Maastrichtiano), in quella che oggi è la Formazione La Colonia, in Argentina. Il genere contiene una singola specie, la specie tipo T. gimenezi, un titanosauro relativamente piccolo, del peso di circa 7,8 tonnellate.

## Scoperta e denominazione
L'esemplare olotipo di Titanomachya, MPEF Pv 11547, venne scoperto nei sedimenti della Formazione La Colonia vicino al monte Cerro Bayo e al cratere Bajada del Diablo nella Provincia del Chubut in Patagonia, Argentina. L'esemplare è costituito da uno scheletro incompleto e parzialmente articolato, comprendente una vertebra caudale, diverse costole frammentarie, due archi ematici, l'omero sinistro, frammenti della cintura pelvica, parte di entrambi i femori, entrambe le tibie e i peroni e parti di entrambi gli astragali.
Nel 2024, Pérez-Moreno et al. descrisse e nominò Titanomachya gimenezi come un nuovo genere e specie di sauropode titanosauro basato su questi resti fossili. Dalla stessa formazione sono note anche due vertebre caudali parziali appartenenti a titanosauri saltasauroidi, ma non sono state riferite a Titanomachya per l'impossibilità di poterle compare con i medesimi elementi assenti nell'olotipo. Il nome generico, Titanomachya, allude alla Titanomachia della mitologia greca, la grande battaglia in cui gli dei dell'Olimpo combatterono e sconfissero i Titani, in riferimento alla vicinanza temporale della specie all'età dell'estinzione dei titanosauri. Il nome specifico, gimenezi, onora Olga Giménez e i suoi contributi paleontologici allo studio dei dinosauri argentini della Provincia del Chubut.
Titanomachya rappresenta il primo titanosauro saltasauroide ad essere scoperto nei sedimenti della Patagonia centrale datati alla fine del Cretaceo. L'unico altro saltasauroide del massiccio della Patagonia settentrionale è il gigantesco Dreadnoughtus, di età simile e proveniente dalla Formazione Cerro Fortaleza, in Argentina.

## Descrizione
Titanomachya è un piccolo titanosauro, con una lunghezza stimata di 6 metri con un peso stimato intorno alle 5,8-9,8 tonnellate, ed una massa corporea media di 7,8 tonnellate. Nonostante le modeste dimensioni, l'esemplare olotipo era un adulto di dimensioni simili ad alcuni saltasauridi imparentati, come Neuquensaurus e Saltasaurus, ma potrebbe aver pesato di più, come indicato da un astragalo modificato per sorreggere meglio un carico maggiore. La morfologia dell'astragalo è intermedia tra i colossosauri e i saltasauroidi.

## Classificazione
Pérez-Moreno et al. (2024) hanno inserito Titanomachya in un'analisi filogenetica e hanno scoperto che si trovava all'interno clade Lithostrotia, a sua volta recuperato come un sotto clade di Saltasauroidea. Questo risultato è simile a quello recuperato nella descrizione del 2023 di Bustingorrytitan. I risultati di Pérez-Moreno et al. sono mostrati nel cladogramma seguente:
|  | Rapetosaurus                                                  |
|  |                                                               |
|  | Opisthocoelicaudia                                            |
|  |                                                               |
|  | Titanomachya                                                  |
|  |                                                               |
|  | \| \| Saltasaurus \| \| \| \| \| \| Neuquensaurus \| \| \| \| |
|  |                                                               |
|  | Saltasaurus                                                   |
|  |                                                               |
|  | Neuquensaurus                                                 |
|  |                                                               |

|  | Saltasaurus   |
|  |               |
|  | Neuquensaurus |
|  |               |

|  | Rapetosaurus                                                  |
|  |                                                               |
|  | Opisthocoelicaudia                                            |
|  |                                                               |
|  | Titanomachya                                                  |
|  |                                                               |
|  | \| \| Saltasaurus \| \| \| \| \| \| Neuquensaurus \| \| \| \| |
|  |                                                               |
|  | Saltasaurus                                                   |
|  |                                                               |
|  | Neuquensaurus                                                 |
|  |                                                               |

|  | Saltasaurus   |
|  |               |
|  | Neuquensaurus |
|  |               |

|  | Rapetosaurus                                                  |
|  |                                                               |
|  | Opisthocoelicaudia                                            |
|  |                                                               |
|  | Titanomachya                                                  |
|  |                                                               |
|  | \| \| Saltasaurus \| \| \| \| \| \| Neuquensaurus \| \| \| \| |
|  |                                                               |
|  | Saltasaurus                                                   |
|  |                                                               |
|  | Neuquensaurus                                                 |
|  |                                                               |

|  | Saltasaurus   |
|  |               |
|  | Neuquensaurus |
|  |               |

|  | Rapetosaurus                                                  |
|  |                                                               |
|  | Opisthocoelicaudia                                            |
|  |                                                               |
|  | Titanomachya                                                  |
|  |                                                               |
|  | \| \| Saltasaurus \| \| \| \| \| \| Neuquensaurus \| \| \| \| |
|  |                                                               |
|  | Saltasaurus                                                   |
|  |                                                               |
|  | Neuquensaurus                                                 |
|  |                                                               |

|  | Saltasaurus   |
|  |               |
|  | Neuquensaurus |
|  |               |

|  | Rapetosaurus                                                  |
|  |                                                               |
|  | Opisthocoelicaudia                                            |
|  |                                                               |
|  | Titanomachya                                                  |
|  |                                                               |
|  | \| \| Saltasaurus \| \| \| \| \| \| Neuquensaurus \| \| \| \| |
|  |                                                               |
|  | Saltasaurus                                                   |
|  |                                                               |
|  | Neuquensaurus                                                 |
|  |                                                               |

|  | Saltasaurus   |
|  |               |
|  | Neuquensaurus |
|  |               |

|  | Rapetosaurus                                                  |
|  |                                                               |
|  | Opisthocoelicaudia                                            |
|  |                                                               |
|  | Titanomachya                                                  |
|  |                                                               |
|  | \| \| Saltasaurus \| \| \| \| \| \| Neuquensaurus \| \| \| \| |
|  |                                                               |
|  | Saltasaurus                                                   |
|  |                                                               |
|  | Neuquensaurus                                                 |
|  |                                                               |

|  | Saltasaurus   |
|  |               |
|  | Neuquensaurus |
|  |               |

|  | Rapetosaurus                                                  |
|  |                                                               |
|  | Opisthocoelicaudia                                            |
|  |                                                               |
|  | Titanomachya                                                  |
|  |                                                               |
|  | \| \| Saltasaurus \| \| \| \| \| \| Neuquensaurus \| \| \| \| |
|  |                                                               |
|  | Saltasaurus                                                   |
|  |                                                               |
|  | Neuquensaurus                                                 |
|  |                                                               |

|  | Saltasaurus   |
|  |               |
|  | Neuquensaurus |
|  |               |

|  | Rapetosaurus                                                  |
|  |                                                               |
|  | Opisthocoelicaudia                                            |
|  |                                                               |
|  | Titanomachya                                                  |
|  |                                                               |
|  | \| \| Saltasaurus \| \| \| \| \| \| Neuquensaurus \| \| \| \| |
|  |                                                               |
|  | Saltasaurus                                                   |
|  |                                                               |
|  | Neuquensaurus                                                 |
|  |                                                               |

|  | Saltasaurus   |
|  |               |
|  | Neuquensaurus |
|  |               |

|  | Rapetosaurus                                                  |
|  |                                                               |
|  | Opisthocoelicaudia                                            |
|  |                                                               |
|  | Titanomachya                                                  |
|  |                                                               |
|  | \| \| Saltasaurus \| \| \| \| \| \| Neuquensaurus \| \| \| \| |
|  |                                                               |
|  | Saltasaurus                                                   |
|  |                                                               |
|  | Neuquensaurus                                                 |
|  |                                                               |

|  | Saltasaurus   |
|  |               |
|  | Neuquensaurus |
|  |               |

|  | Rapetosaurus                                                  |
|  |                                                               |
|  | Opisthocoelicaudia                                            |
|  |                                                               |
|  | Titanomachya                                                  |
|  |                                                               |
|  | \| \| Saltasaurus \| \| \| \| \| \| Neuquensaurus \| \| \| \| |
|  |                                                               |
|  | Saltasaurus                                                   |
|  |                                                               |
|  | Neuquensaurus                                                 |
|  |                                                               |

|  | Saltasaurus   |
|  |               |
|  | Neuquensaurus |
|  |               |

|  | Rapetosaurus                                                  |
|  |                                                               |
|  | Opisthocoelicaudia                                            |
|  |                                                               |
|  | Titanomachya                                                  |
|  |                                                               |
|  | \| \| Saltasaurus \| \| \| \| \| \| Neuquensaurus \| \| \| \| |
|  |                                                               |
|  | Saltasaurus                                                   |
|  |                                                               |
|  | Neuquensaurus                                                 |
|  |                                                               |

|  | Saltasaurus   |
|  |               |
|  | Neuquensaurus |
|  |               |

|  | Rapetosaurus                                                  |
|  |                                                               |
|  | Opisthocoelicaudia                                            |
|  |                                                               |
|  | Titanomachya                                                  |
|  |                                                               |
|  | \| \| Saltasaurus \| \| \| \| \| \| Neuquensaurus \| \| \| \| |
|  |                                                               |
|  | Saltasaurus                                                   |
|  |                                                               |
|  | Neuquensaurus                                                 |
|  |                                                               |

|  | Saltasaurus   |
|  |               |
|  | Neuquensaurus |
|  |               |

|  | Rapetosaurus                                                  |
|  |                                                               |
|  | Opisthocoelicaudia                                            |
|  |                                                               |
|  | Titanomachya                                                  |
|  |                                                               |
|  | \| \| Saltasaurus \| \| \| \| \| \| Neuquensaurus \| \| \| \| |
|  |                                                               |
|  | Saltasaurus                                                   |
|  |                                                               |
|  | Neuquensaurus                                                 |
|  |                                                               |

|  | Saltasaurus   |
|  |               |
|  | Neuquensaurus |
|  |               |

|  | Rapetosaurus                                                  |
|  |                                                               |
|  | Opisthocoelicaudia                                            |
|  |                                                               |
|  | Titanomachya                                                  |
|  |                                                               |
|  | \| \| Saltasaurus \| \| \| \| \| \| Neuquensaurus \| \| \| \| |
|  |                                                               |
|  | Saltasaurus                                                   |
|  |                                                               |
|  | Neuquensaurus                                                 |
|  |                                                               |

|  | Saltasaurus   |
|  |               |
|  | Neuquensaurus |
|  |               |

|  | Rapetosaurus                                                  |
|  |                                                               |
|  | Opisthocoelicaudia                                            |
|  |                                                               |
|  | Titanomachya                                                  |
|  |                                                               |
|  | \| \| Saltasaurus \| \| \| \| \| \| Neuquensaurus \| \| \| \| |
|  |                                                               |
|  | Saltasaurus                                                   |
|  |                                                               |
|  | Neuquensaurus                                                 |
|  |                                                               |

|  | Saltasaurus   |
|  |               |
|  | Neuquensaurus |
|  |               |

|  | Rapetosaurus                                                  |
|  |                                                               |
|  | Opisthocoelicaudia                                            |
|  |                                                               |
|  | Titanomachya                                                  |
|  |                                                               |
|  | \| \| Saltasaurus \| \| \| \| \| \| Neuquensaurus \| \| \| \| |
|  |                                                               |
|  | Saltasaurus                                                   |
|  |                                                               |
|  | Neuquensaurus                                                 |
|  |                                                               |

|  | Saltasaurus   |
|  |               |
|  | Neuquensaurus |
|  |               |

## Paleoecologia
L'olotipo di Titanomachya è stato ritrovato negli affioramenti della Formazione La Colonia, che risale alla fine del Maastrichtiano, a ridosso del confine Cretaceo-Paleogene. Questa formazione è famosa per essere la formazione in cui sono stati ritrovati i fossili del teropode abelisauride Carnotaurus e Koleken, così come i fossili di altri rettili tra cui la tartaruga Patagoniaemys, e i plesiosauri Kawanectes, Chubutinectes e Sulcusuchus. Sebbene Titanomachya rappresenti il primo dinosauro erbivoro descritto e nominato ufficialmente da questa località, sono stati ritrovati anche resti di hadrosauri e ankylosauri indeterminati. Le piccole dimensioni adulte di Titanomachya rispetto ad altri titanosauri giganti potrebbero essere il risultato della competizione con una maggiore diversità di questi erbivori.